# Pałac we Wronowie
Pałac we Wronowie – zabytkowy pałac we wsi Wronów (województwo opolskie). 
Pałac znajduje się w północno-wschodniej części miejscowości. W skład zespołu wchodzi park, który również jest zabytkiem.
Obiekt wybudowany w końcu XVIII w., a przebudowany został w 1907 r. w stylu neobarokowym. W ryzalicie zwieńczonym półokrągłym  frontonem kartusz z dwoma herbami: von Ballestrem (po lewej) von Schalscha (po prawej). W otoczeniu obiektu znajdują się zabudowania folwarczne.

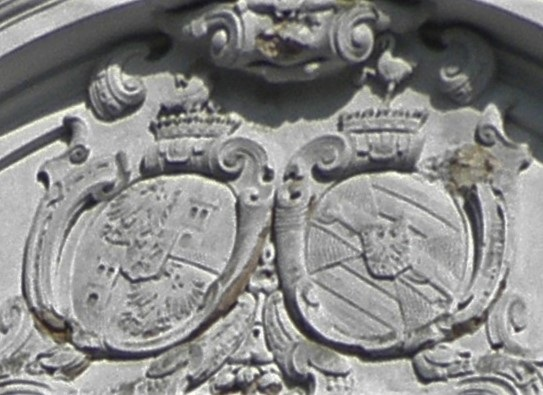
Fronton z herbami
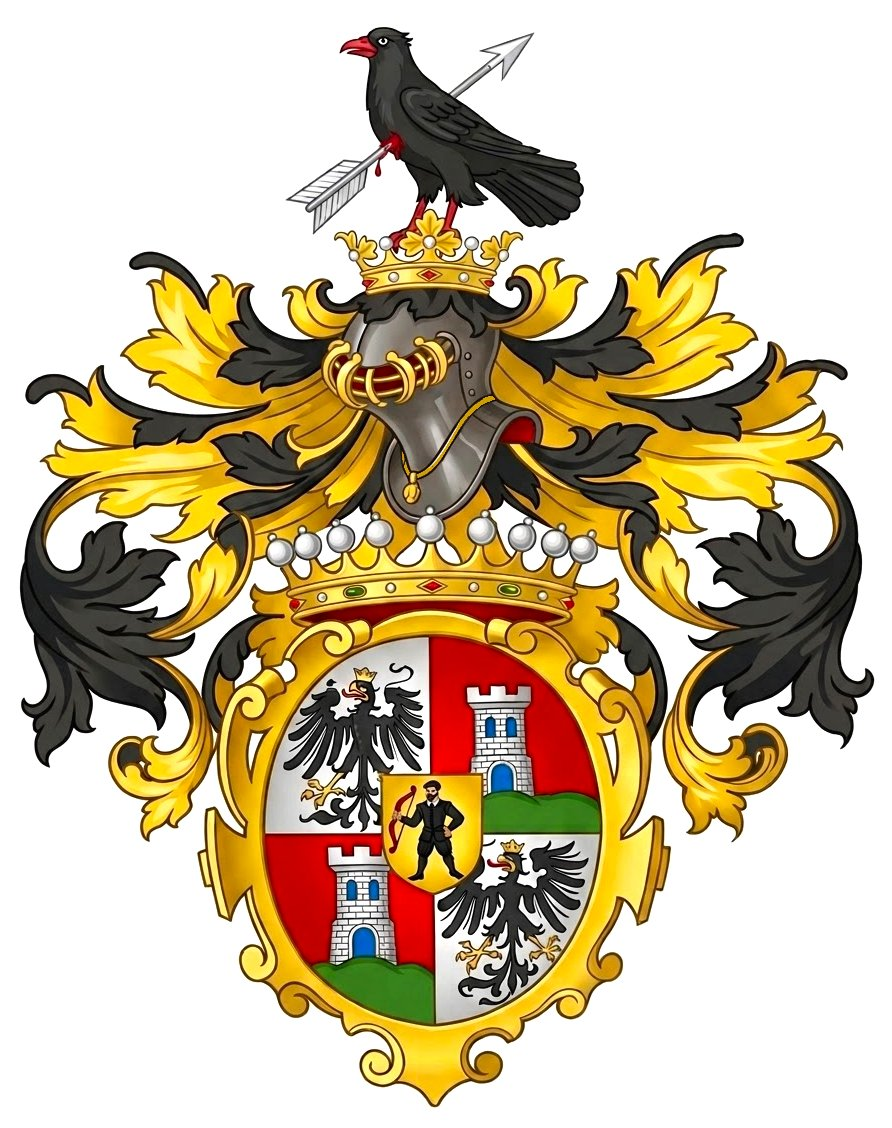
Herb von Ballestrem
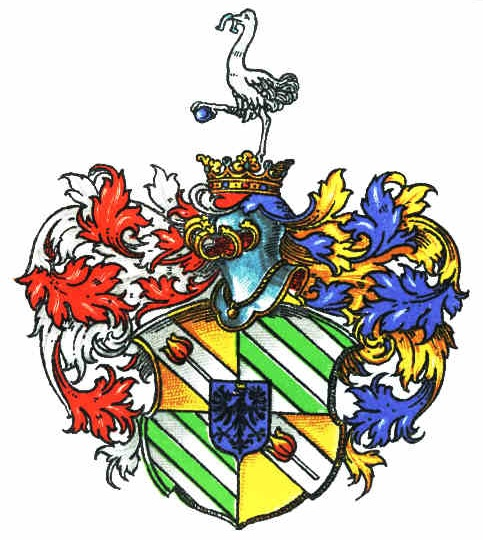
Herb von Schalscha